# هیلی-مری کوپن
هیلی-مری کوپن (انگلیسی: Hayley-Marie Coppin؛ زاده ۲۳ آوریل ۱۹۸۳) مدل و بازیگر اهل انگلستان است.
شهرت او بیشتر به دلیلِ فعالیتِ در زمینهٔ عکاسی گلامور و عکاسی برهنه (به‌ویژه برهنگی بالاتنه) است.
از فیلم‌ها یا مجموعه‌های تلویزیونی که وی در آن‌ها نقش داشته است، می‌توان به بازپرداخت اشاره نمود.